# Team Akud Arnolds Sicherheit

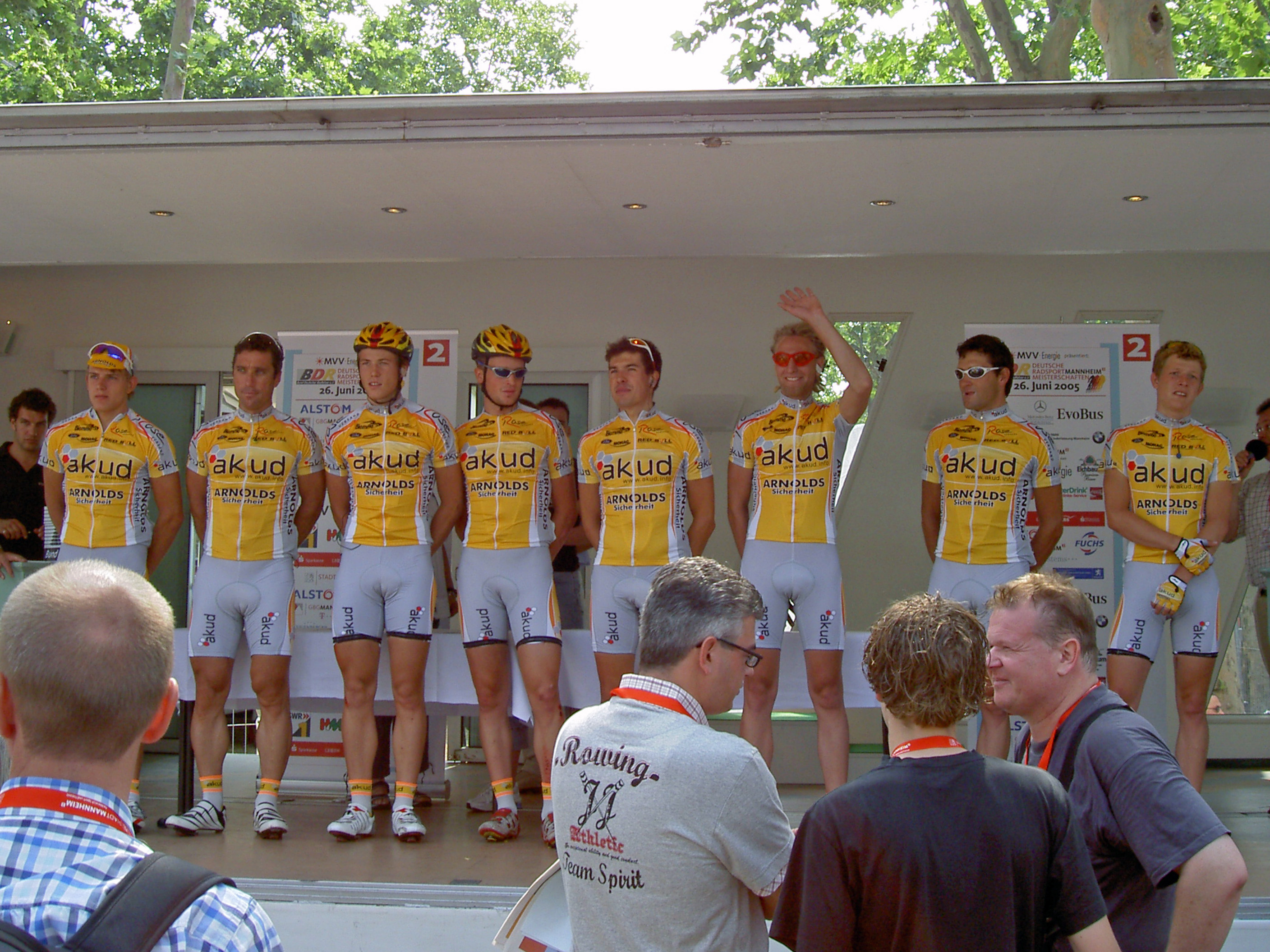
Das Akud-Team bei der deutschen Meisterschaft 2005

Das Team Akud Arnolds Sicherheit war ein deutsches Continental Team. 
Der Sponsor unterhielt außerdem noch eine eigene U23 Nachwuchsmannschaft. Sportlicher Leiter des Winfix-Nachfolgeteams war Jochen Hahn. Materialausstatter war Roseversand mit seiner Eigenmarke Red Bull.
Bekannt wurde das Team, als Gerald Ciolek überraschenderweise die deutsche Straßen-Meisterschaft 2005 für sich entscheiden konnte. Linus Gerdemann, der im Mai 2005 zum Team CSC gewechselt ist, stammt ebenfalls aus dieser Mannschaft.
Zur Saison 2006 fusionierte das Team Akud Arnolds Sicherheit mit dem Team Wiesenhof und fuhr die Saison 2006 unter dem Namen Team Wiesenhof-Akud. Nach der Abtrennung der Profisparte des Teams liegt das Hauptaugenmerk der Mannschaft 2007 wieder vorwiegend auf der U23 Bundesliga des BDR.

## Team 2005
| Name              | Geburtstag         | Nationalität | Team 2006            |
| ----------------- | ------------------ | ------------ | -------------------- |
| Gerald Ciolek     | 19. September 1986 | Deutschland  | Wiesenhof-Akud       |
| Marco Düchting    | 5. Mai 1981        | Deutschland  | Karriereende         |
| Artur Gajek       | 18. April 1985     | Deutschland  | Wiesenhof-Akud       |
| Henrik Habenicht  | 31. Dezember 1984  | Deutschland  | Karriereende         |
| Christian Leben   | 6. April 1985      | Deutschland  | Wiesenhof-Akud       |
| Thomas Liese      | 10. August 1968    | Deutschland  | Karriereende         |
| Udo Müller        | 21. September 1977 | Deutschland  | Notebooksbilliger.de |
| Felix Odebrecht   | 15. September 1984 | Deutschland  | Wiesenhof-Akud       |
| Daniel Olszewski  | 5. August 1981     | Deutschland  | Karriereende         |
| Mitja Schlüter    | 13. Juli 1986      | Deutschland  | Wiesenhof-Akud       |
| Timo Scholz       | 30. Juni 1972      | Deutschland  | Notebooksbilliger.de |
| Lubor Tesař       | 11. Mai 1971       | Tschechien   | Wiesenhof-Akud       |
| Gerhard Trampusch | 11. August 1978    | Österreich   | Wiesenhof-Akud       |
| Hendrik Werner    | 18. April 1983     | Deutschland  | Heinz von Heiden     |
| Gregor Willwohl   | 18. April 1980     | Deutschland  | Wiesenhof-Akud       |